# Bayer
La Bayer è una delle principali multinazionali farmaceutiche a livello mondiale con sede a Leverkusen, in Germania. Tra i medicinali più rappresentativi dell'azienda figura l'aspirina, uno dei farmaci più diffusi. Inoltre, nel 1897, con lo stesso procedimento usato per ottenere l'aspirina, ha ottenuto nei suoi laboratori, partendo dalla morfina, l'eroina. La Bayer ha anche introdotto il fenobarbital, il prontosil e la ciprofloxacina, il primo antibiotico ampiamente utilizzato e oggetto del Premio Nobel del 1939 in medicina. Le sue principali aree di attività comprendono prodotti farmaceutici umani e veterinari, prodotti per la salute del consumatore, prodotti chimici agricoli e prodotti biotecnologici, polimeri di alto valore.
Dal 1925 al 1952 ha fatto parte della IG Farben, la più grande società chimica e farmaceutica tedesca e del mondo, tornando a essere una società indipendente dopo lo smantellamento di IG Farben voluto dagli Alleati alla fine della seconda guerra mondiale a causa della sua collaborazione con il regime nazista.
Quotata alla Borsa di Francoforte, alla Borsa di New York e alla Borsa di Tokyo (fino al 2006 anche alla Borsa di Milano), è una componente dell'indice del mercato azionario Euro Stoxx 50. Detiene anche la proprietà e la denominazione del club calcistico di Leverkusen, il Bayer 04 Leverkusen Fußball.
Nel 2006 acquisisce Shering, nel 2014 rileva l'attività di consumo di MSD, con marchi come Claritin, Coppertone e Dr. Scholl's. Nel giugno 2018 rileva per 63 miliardi di dollari la Monsanto. Dopo la fusione il marchio Monsanto è stato cancellato.

## Storia

### Dagli inizi alla prima guerra mondiale
La Bayer AG venne fondata a Barmen (oggi parte di Wuppertal), in Germania nel settembre 1863, da Friedrich Bayer e dal suo socio Johann Friedrich Weskott.

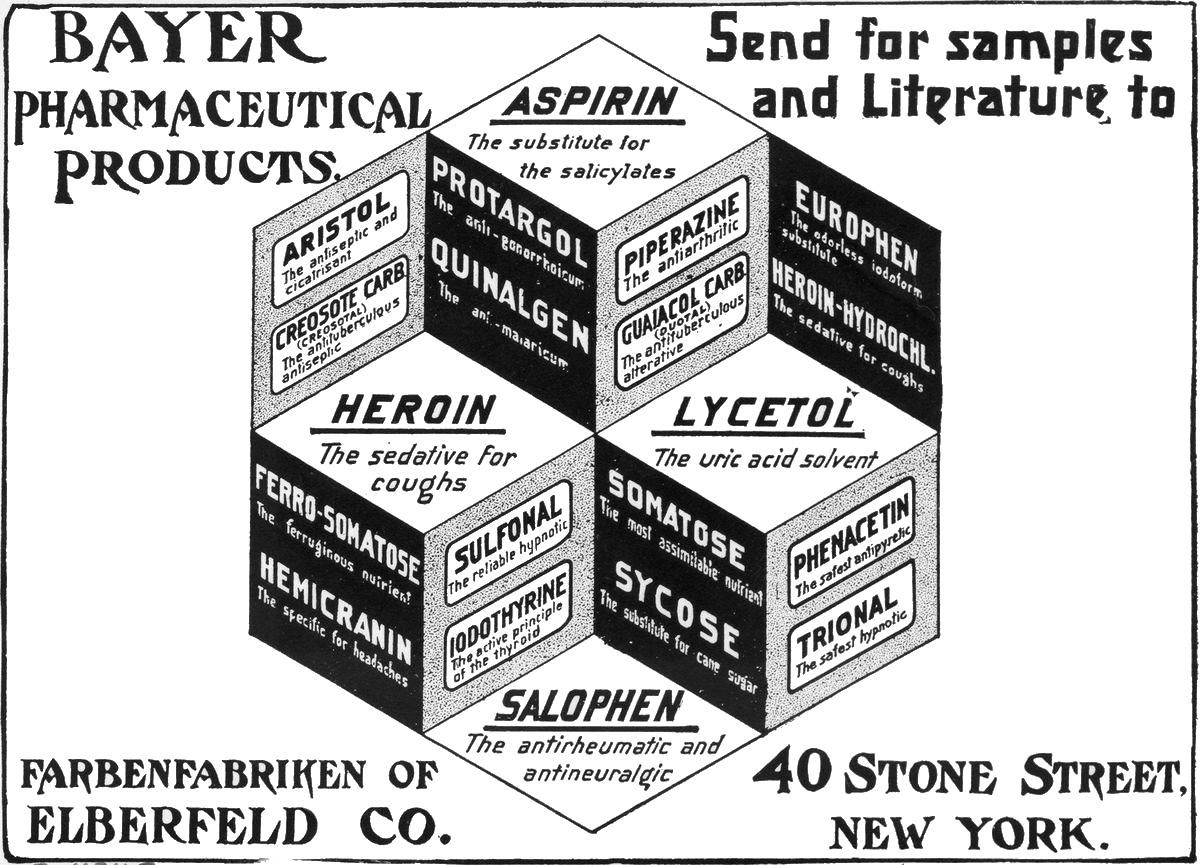
Pubblicità di Aspirina, Eroina, Lycetol, Salophen

Il primo importante prodotto della Bayer fu l'acido acetilsalicilico (ASA) originariamente scoperto dal chimico francese Charles Frédéric Gerhardt nel 1853, una modifica chimica dell'acido salicilico, rimedio popolare estratto dalla corteccia del salice. Nel 1899 il marchio "Aspirina" fu registrato in tutto il mondo per la commercializzazione dell'acido acetilsalicilico, ma in seguito alla confisca da parte degli USA, durante la prima guerra mondiale, di tutti i beni statunitensi della Bayer, il prodotto perse la copertura brevettuale e negli USA il nome si diffuse per indicare prodotti a base di ASA, anche di altri produttori. Ad oggi il marchio "Aspirina" è di uso libero negli Stati Uniti, in Francia e nel Regno Unito mentre rimane marchio registrato in oltre 80 paesi tra cui l'Italia, la Svizzera, il Canada, la Germania ed il Messico.
Il primo e più noto prodotto di Bayer era l'aspirina; c'è una disputa su chi abbia apportato i contributi più importanti nell'invenzione del suo processo di sintesi, Arthur Eichengrün o Felix Hoffmann.
Nel 1904 fu introdotto il logo formato dalla due scritte "BAYER" incrociate in un cerchio. Poiché all'epoca i farmaci in molti paesi venivano venduti sfusi da medici e farmacisti, e non essendo quindi presenti confezioni dove poterlo aggiungere, il logo venne impresso direttamente sulle compresse. Nello stesso anno viene fondata la Turn- und Spielverein Bayer 04 Leverkusen, società sportiva aziendale destinata a dar vita anni dopo alla sezione calcistica, oggi Bayer 04 Leverkusen Fußball.
Come parte delle sanzioni dopo la prima guerra mondiale, tutte le attività della Bayer, compresi i diritti sul nome ed i marchi, furono confiscate negli Stati Uniti, in Canada, e parecchi altri Paesi. In particolare negli Stati Uniti e in Canada i beni della Bayer furono acquistati dalla Sterling Drug, precorritrice della Sterling Winthrop, la quale ha cessato l'attività nel 1994.

### Dal primo dopoguerra alla Seconda Guerra Mondiale
Con l'avvento del nazismo la Bayer, come le altre maggiori aziende chimiche tedesche, divenne parte del conglomerato IG Farben. Durante la seconda guerra mondiale, la IG Farben sfruttò il lavoro in condizioni di schiavismo con fabbriche a ridosso dei vasti campi di concentramento tedeschi, di cui è particolarmente noto il campo di Mauthausen-Gusen. Alla IG Farben appartenevano le aziende che producevano lo Zyklon B, un prodotto chimico usato nelle camera a gas di Auschwitz e di altri campi di sterminio. Alla fine della seconda guerra mondiale gli alleati smantellarono l'IG Farben e la Bayer riapparve come azienda autonoma. Il manager della Bayer, Fritz ter Meer, condannato a sette anni di reclusione dal tribunale di Norimberga, fu eletto capo del consiglio di sorveglianza nel 1956, dopo aver scontato la sua pena.

### Acquisizioni (1978 - 2006)
Nel 1978, la Bayer ha acquistato la Miles Laboratories e le sue sussidiarie Miles Canada e Cutter Laboratories (assieme alle loro linee di produzione, tra cui l'Alka-Seltzer) allo scopo di riacquisire i diritti sul marchio e sul logo "Bayer" per gli Stati Uniti ed il Canada e sul marchio "Aspirina" per il Canada. Nel 1994, la Bayer acquistò la parte di Sterling Winthrop che si occupava dei farmaci da banco, allo scopo di riacquisire i diritti rimanenti.
Nel 2002 la Bayer acquisì la Aventis CropScience e formò la Bayer CropScience. La società è oggi una delle più innovative del settore agrochimico, in aree come la protezione delle piantagioni e la biotecnologia di semi e piante. Oltre al tradizionale settore agrochimico è impegnata nel campo del cibo geneticamente modificato.
Nel 2005, la Bayer acquista la divisione di farmaci da banco di Roche diventando così una delle prime tre aziende a livello mondiale nel settore dei farmaci da banco.
Nel 2006 lancia un'offerta pubblica di acquisto su Schering AG, azienda farmaceutica tedesca con sede a Berlino, leader nel campo degli ormoni. L'acquisizione si conclude nel luglio 2006, dando vita al colosso Bayer Schering Pharma.

### Riorganizzazione (2002)
Allo scopo di separare la gestione operativa e quella strategica, la Bayer venne riorganizzata in una holding nel dicembre 2003. I vari "core business" del gruppo vennero trasformati in tante società diverse, ognuna controllata dalla Bayer AG. Queste società sono: Bayer CropScience AG, Bayer HealthCare AG, Bayer Material Science AG e Bayer Chemicals AG, oltre a tre società di servizi, Bayer Technology Services GmbH, Bayer Business Services GmbH e Bayer Industry Services GmbH & Co. OHG.
A seguito del successo della riorganizzazione della Bayer, le sue attività chimiche (ad eccezione della H.C. Starck e della Wolff Walsrode) sono state combinate con alcune parti del segmento polimeri per formare il 1º luglio 2014 una nuova società, la Lanxess. 
Le azioni della Bayer sono trattate alla Borsa di Francoforte, alla London Stock Exchange e alla Borsa di New York.
Dal gennaio 2006, le azioni ordinarie Bayer non sono quotate alla Borsa Italiana.
Dal 1º gennaio 2007 la sezione Diagnostics della Divisione Healthcare di Bayer è stata completamente ceduta a Siemens Ag entrando a far parte della divisione Medical Division. Il titolo Bayer Diagnostics è stato sostituito da Siemens Medical Diagnostics Division in Italia e nel Mondo. Resta a Bayer il settore Diabete e self care. Bayer CropScience in Italia include le aree di protezione delle colture (Crop Protection) e di scienze ambientali (Environmental Science). Bayer Environmental Science si occupa a livello internazionale di tutti i settori non agricoli. È a sua volta suddivisa in due Business Units, integrate nell'organizzazione Bayer CropScience: ES (Environmental Science) Consumer e ES Professional.
ES Consumer riunisce i prodotti per il giardinaggio e per l'igiene ambientale domestica in un'unica offerta, rivolta ai punti vendita specializzati e ai loro clienti, con una gamma di prodotti per hobbistica, casa e giardino.
Nel 2015 la divisione MaterialScience è stata scissa dal gruppo e ceduta col nome di Covestro. Bayer è definitivamente uscita dall'azionariato nel 2018.

### L'acquisizione di Monsanto
Nel maggio 2016 la Bayer cerca di acquistare la società americana di colture geneticamente modificate Monsanto per $ 62 miliardi. Monsanto respinge l'offerta, costringendo la Bayer ad alzarla in settembre a 66 miliardi di dollari. E la Monsanto accetta. Una volta ottenute le approvazioni da parte delle autorità Antitrust USA e Ue, nel giugno 2018 l'accordo viene definitivamente concluso. Bayer ha accettato, per ottenere l'ok dalla Ue, di cedere le proprie attività di erbicidi a BASF per 5,9 miliardi di euro (7 miliardi di dollari). Per rilevare Monsanto, la Bayer ricorre ad un aumento di capitale di 6 miliardi di euro e 20 miliardi di obbligazioni. Una volta conclusa la fusione, il marchio Monsanto sarà cancellato e la Bayer aumenterà i dipendenti a 115.000 e i ricavi a 45 miliardi, derivanti per metà dal business dell'agricoltura e per metà da quello della salute.

## Azionisti
| Azionista                            | %      |
| ------------------------------------ | ------ |
| Temasek Holdings                     | 3,52 % |
| Harris Associates                    | 2,99 % |
| The Vanguard Group                   | 2,62 % |
| Norges Bank Investment Management    | 2,30 % |
| Dodge & Cox                          | 1,47 % |
| DWS Investments (UK)                 | 1,08 % |
| BlackRock Investment Management      | 1,06 % |
| Amundi Asset Management              | 1,05 % |
| Lyxor International Asset Management | 1,04 % |
| Fidelity Management & Research       | 0,94 % |

## Risultati nel campo della ricerca
Tra le altre cose la Bayer ha scoperto:
- Aspirina — il farmaco più venduto nel '900[7]
- Eroina (diamorfina) — originariamente impiegata come sedativo della tosse, in seguito usata come analgesico contro praticamente tutti i tipi di dolori e malori. Heroin fu un marchio registrato della Bayer fino a quando non decise di lasciarlo cadere.
- Prontosil — primo antibiotico della classe dei sulfamidici
- Iprite — un'arma chimica
- Tabun — un gas nervino
- Poliuretani — una famiglia di polimeri
- Policarbonato — un polimero
- Ciprofloxacina — un antibiotico della classe dei chinoloni usato anche per trattare l'antrace
- Vardenafil — un farmaco per la disfunzione erettile

Dal 2017 al 2023 ha raddoppiato il numero di molecole in portfolio impiegate contro il cancro. Al 2023 un terzo dei prodotti della  pipeline era relativo al cancro alla prostata.

## Controversie

### Caso degli emoderivati infetti
Durante gli anni ottanta e novanta la Bayer immise sul mercato alcuni flaconi di sangue presi da persone ad alto rischio di AIDS ed epatite C (es. carcerati, individui con rischiose attività sessuali etc.) senza aver fatto i test adeguati (neanche quelli disponibili all'epoca), in conseguenza di questo molte migliaia di persone di tutto il mondo vennero infettate. Il commercio del sangue infetto continuò per diverso tempo anche dopo che venne reso pubblico questo scandalo.

### Impatto ambientale degli insetticidi
La Bayer è coinvolta in una perdurante controversia con gli apicoltori francesi e della Nuova Scozia, circa la responsabilità del suo insetticida "Gaucho", nella moria di api da miele. La Francia ha emanato un bando provvisorio sull'uso del Gaucho, in attesa di ulteriori sviluppi. Un consorzio di apicoltori statunitensi ha intrapreso una causa civile contro la Bayer CropScience per i danni subiti.

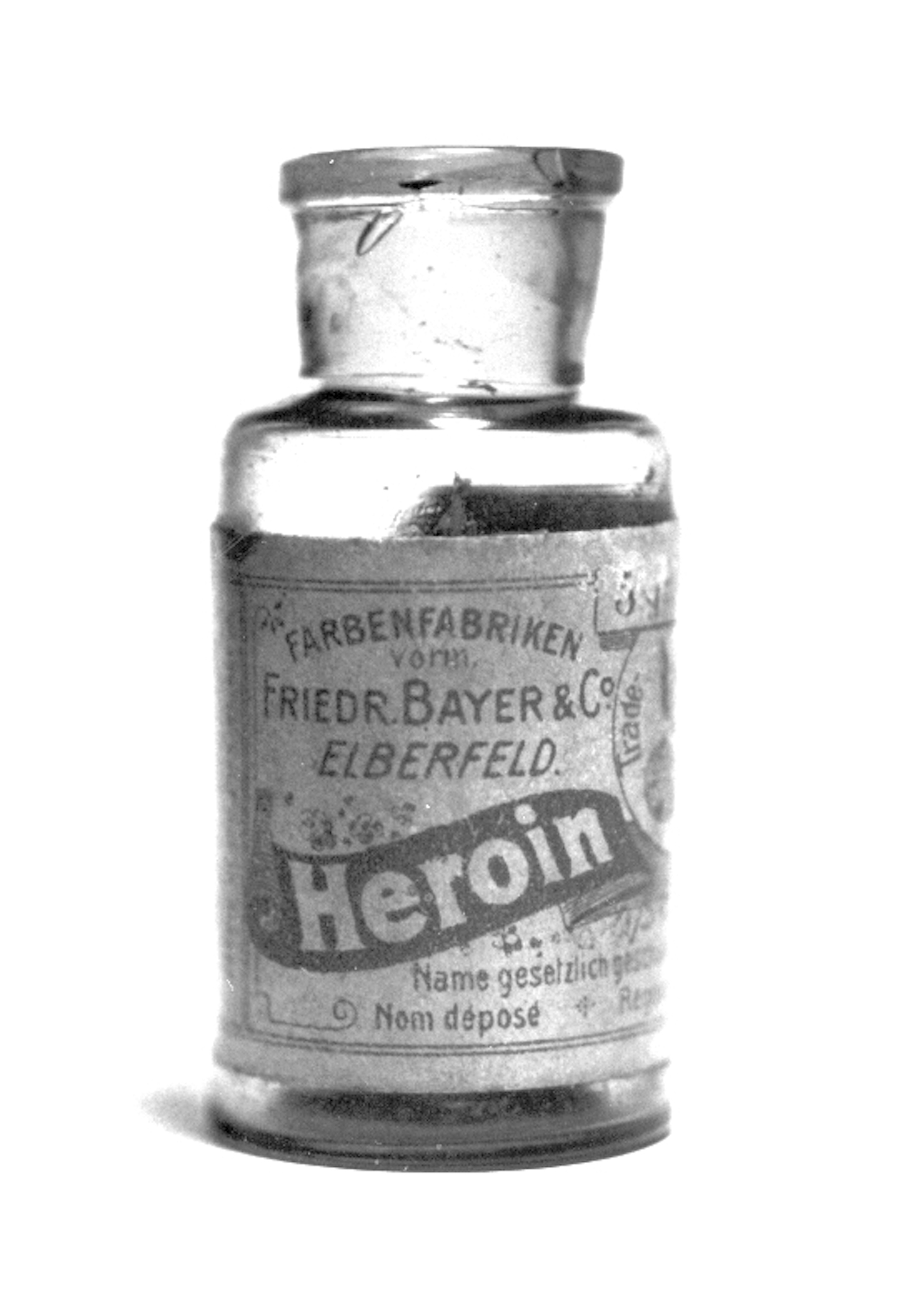
Una bottiglia di eroina venduta dalla multinazionale farmaceutica Bayer

### Eroina
L'eroina venne commercializzata per la prima volta nel 1899 dalla Bayer, si chiamava heroisch (eroica) perché la Bayer sosteneva che questo composto curava il dolore in maniera "eroica", cioè a dosi inferiori rispetto alla morfina e senza indurre dipendenza. Nonostante i notevoli effetti collaterali di cui parlavano alcuni medici del tempo (ad esempio era conosciuta la potente azione di induzione di una forte dipendenza fisica e psichica), l'eroina fu per decenni un analgesico di grandissimo successo, usato praticamente contro tutti i tipi di malattie.

### Guerra civile in Congo
I giornalisti austriaci Klaus Werner e Hans Weiss, nel loro libro Schwarzbuch Markenfirmen (Il libro nero dei marchi commerciali), pubblicato nel 2001, accusarono una sussidiaria della Bayer, la H.C. Starck, di aver finanziato indirettamente la guerra civile nella Repubblica Democratica del Congo partecipando al commercio para-legale di columbite-tantalite, un minerale per l'estrazione del tantalio, chiamato colloquialmente coltan.
Un sostegno autorevole alle tesi di Werner e Weiss venne da due rapporti di un gruppo di esperti (Panel of Experts) dell'ONU.
Il primo rapporto dell'aprile 2001 imputava alla Starck di acquistare a basso costo coltan congolese dai gruppi di guerriglieri della regione finanziando in questo modo, di fatto, la guerra civile.
La Starck dichiarò la sua estraneità affermando di essersi affidata a compagnie europee e americane come intermediarie per l'acquisto del coltan in Africa e che avrebbe cambiato le sue politiche evitando ogni acquisto da quelle regioni.
Un successivo rapporto, dell'ottobre 2002, accusava la Starck di continuare gli acquisti dalle aree in guerra della Repubblica Democratica del Congo. La Starck contestò la veridicità della seconda relazione degli esperti affermando che tutti gli acquisti successivi all'agosto 2001 sarebbero stati effettuati da compagnie australiane tranne un modesto quantitativo dal Mozambico per le sue succursali tailandesi.

### Effetti del Lipobay
Il 16 agosto 2001 il ministro della sanità tedesco ha accusato la Bayer di non aver diffuso i dati di un rapporto allarmante sugli effetti del Lipobay in possesso del gruppo già da metà giugno dello stesso anno.
L'amministrazione di Durban, in Sudafrica, ha trovato particelle di cromo altamente nocive nella falda acquifera. La componente cancerogena si è riscontrata all'interno dello stabilimento chimico della Bayer, che gode di una triste fama per i molteplici episodi di avvelenamento: un terzo dei componenti, infatti, accusa gravi problemi di salute, ed almeno 10 lavoratori hanno riscontrato danni mortali.

### Roundup: il glifosato cancerogeno di Monsanto
Nell'agosto 2018, due mesi dopo aver acquisito Monsanto, una giuria statunitense ordinò a Monsanto di pagare 289 milioni di dollari al giardiniere di una scuola che sosteneva che il suo linfoma non Hodgkins era causato dall'uso regolare di Roundup, un erbicida a base di glifosato prodotto dalla Monsanto. In seguito al verdetto, il prezzo delle azioni di Bayer è sceso del 14% circa. La società ha più di 10.000 cause simili negli Stati Uniti. Il 13 maggio 2019 un terzo processo ha coinvolto Bayer a causa del noto diserbante di Monsanto, ora controllata dal colosso tedesco. Un giudice della Corte Superiore degli Stati Uniti ha condannato Bayer al pagamento più di 2 miliardi di dollari di danni come risarcimento a una coppia californiana che ha sviluppato il cancro a causa dell'esposizione al Roundup. Il prodotto avrebbe rappresentato una ''significativa influenza'' nociva sulla salute della coppia. I titoli del colosso tedesco sono scivolati in Borsa fino a toccare i minimi degli ultimi sette anni.
In seguito alla sentenza Bayer ha deciso una serie di dismissioni. Nel luglio 2019 ha deciso la cessione del marchio Dr. Scholl's, legato alle calzature con una storia di oltre 110 anni e acquisito nel 2014, al fondo americano Yellow Wood Partners per 600 milioni di dollari.

## Riconoscimenti
La Bayer è stata nominata una delle 100 migliori società per le madri lavoratrici, nel 2004, secondo il "Working Mothers magazine".